# Aulolaimoides elegans
Aulolaimoides elegans is een rondwormensoort. De wetenschappelijke naam van de soort is voor het eerst geldig gepubliceerd in 1915 door Micoletzky.